# Storrevet (Luleå)
Storrevet is een Zweeds eiland / zandbank behorend tot de Lule-archipel. Het eiland ligt ten zuiden van Bockön. Er is geen oeververbinding en geen bebouwing.